# Innan jag anfölls av indianerna
Innan jag anfölls av indianerna är Ulf Lundells första samlingsbox och utkom 17 december 1981. Den innehåller albumen Vargmåne, Törst, Natten hade varit mild och öm, Dådens år, Ripp Rapp, Längre inåt landet och Preskriberade romanser 1978-1981.

## Låtar i bokstavsordning
| - Ack Blake, käre Blace - Bara en fråga om när - Bente - Bergets topp - Birgitta hon dansar - Bättre tider - Cobra Rax - Den unge barbaren - Det var en man som stal en dröm - Distraherad - Du tog mej - Då kommer jag och värmer dej - Död - Främlingar - Glad igen - God jul (Är det nån hemma) - Hav utan hamnar - Hem till mina rötter igen - Håll mej! ...Åh, ingenting - Höga hästar - Ingens kvinna - Jag går på promenaden - (Oh la la) Jag vill ha dej | - Jag vill ha ett lejon - Jesse James möter kärleken, - Johnny gitarr - Kitsch - Kärlekens hundar - Lilla Anette - Lismare - Längre inåt landet - Mitt i nattens djungel ställd - Natt - Natten har sitt sätt - Nu har jag förpackat min längtan - Nådens år - När duellen är över - Och gott öl kom - Och går en stund på jorden - Odysseus - Om vi vill och törs - Posörerna - Precis som en kvinna | - Prärien igen - Pulver - På fri fot - Rom i regnet - Rosedale boogie - Ryggen fri - Sextisju, sextisju - Sista porten - Snart kommer änglarna att landa - Sniglar och krut - Snön faller och vi med den - Som en syster - Sonjas vals - Stackars Jack - Stjärnorna - Stockholms city - Så mycket äldre - Söndag - Taxi - Tisdag morgon - Törst - Under askan - U.S.A. - Ute på tippen - Vit flagg - Våren närmar sig city - Warum all this black stuff |